# Rvo
Rvo (également, Rivo ) est un village et une municipalité du district de Lankaran en Azerbaïdjan. Le village compte une population de 1 462 habitants. La municipalité se compose des villages de Rvo, Siyablı et Mollakənd.